# Wim Kieft
Wim Kieft (Amszterdam, 1962. november 12. –) Európa-bajnok holland labdarúgó, középcsatár.

## Pályafutása

### Klubcsapatban
Az Ajax korosztályos csapatában kezdte a labdarúgást, ahol 1979-ben mutatkozott be az első csapatban. Az Ajax-szal három bajnoki címet és egy holland kupa győzelmet ért el. Az 1981–82-es idényben a bajnokság gólkirálya lett. Ebben az idényben Európában is ő szerezte a legtöbb gólt és ezzel az Aranycipőt is elnyerte. 1983 és 1987 között Olaszországban játszott. Első három idényét a Pisa, utolsó idényét a Torino FC együttesénél töltötte. 1987-ben hazatért és a PSV Eindhoven labdarúgója lett. A PSV-vel három bajnoki címet és holland kupa győzelmet szerzett. Az 1987–88-as idényben ismét gólkirály lett. Tagja volt az 1987–88-as BEK-győztes csapatnak. 1990-91-ben a Bordeaux csapatában szerepelt, majd visszatért az eindhoveni klubhoz. Itt fejezte be az aktív labdarúgást 1994-ben.

### A válogatottban
1981 és 1993 között 42 alkalommal szerepelt a holland válogatottban és 11 gólt szerzett. Két Európa-bajnokságon vett részt. Az 1988-as NSZK-beli Európa-bajnokságon aranyérmes, az 1992-es svédországi tornán bronzérmes lett a csapattal. Tagja volt az 1990-es olaszországi világbajnokságon részt vevő válogatott keretnek.

## Sikerei, díjai
Hollandia
- Európa-bajnokság
  - aranyérmes: 1988, NSZK
  - bronzérmes: 1992, Svédország

 Ajax
- Holland bajnokság
  - bajnok (3): 1979–80, 1981–82, 1982–83
  - gólkirály: 1981–82
- Holland kupa (KNVB beker)
  - győztes (1): 1983
  - döntős: 1980, 1981

 SC Pisa
- Olasz bajnokság - másodosztály (Serie B)
  - bajnok: 1984–85
- Közép-európai kupa
  - győztes: 1986

 PSV Eindhoven
- Holland bajnokság (Eredivisie)
  - bajnok (3): 1987–88, 1988–89, 1991–92
  - gólkirály: 1987–88
- Holland kupa (KNVB)
  - győztes (3): 1988, 1989, 1990
- Holland szuperkupa
  - győztes: 1992
  - döntős: 1991
- Bajnokcsapatok Európa-kupája (BEK)
  - győztes: 1987–88

egyéni
- Aranycipő
  - győztes: 1981–82